# Ilustração Portuguesa (1884)
A Ilustração Portuguesa publicou-se, semanalmente, entre julho de 1884 e outubro de 1890, totalizando 260 números, em cinco anos de existência tendo como editor Pedro Correia da Silva.
Procurou definir-se como uma publicação generalista, especialmente votada às literaturas, às artes e a outras formas de expressão da cultura, da história e do progresso nacionais, aparentemente orientada para o público feminino. No conjunto dos colaboradores realçam Casimiro Dantas, que assegurou a grande maioria das crónicas, Pinheiro Chagas (à data ministro da Marinha), a quem se ficaram a dever muitos dos estudos, ensaios e recensões críticas e Guiomar Torrezão com temas variados, entre os quais a mulher. Outros colaboradores foram Eça d’Almeida, Alberto Osório de Castro, Eugénio de Castro, José Maria da Costa, Magalhães Fonseca, Alfredo Gallis, Guerra Junqueiro, Gervásio Lobato, Bulhão Pato, Alberto Pimentel, Eduardo Sequeira, Lorjó Tavares e Alberto Telles.